# Wyjazd służbowy
Wyjazd służbowy – polski film obyczajowy z 1975 roku w reż. Andrzeja Jerzego Piotrowskiego.

## Opis fabuły
Główny bohater filmu – Andrzej, przygotowuje się do intratnego wyjazdu służbowego na Węgry na roczny kontrakt. W dniu wyjazdu przychodzą pożegnać go przyjaciele. Większość z nich, łącznie z samym gospodarzem, doskonale wie, że w rzeczywistości wyjazd Andrzeja to degradacja – przełożeni chcą pozbyć się go, aby zwolnione stanowisko obsadzić jego zastępcą, Stefanem. Oficjalnie wszyscy robią "dobrą minę do złej gry": na pokaz są serdeczni, goście wylewnie żegnają gospodarza. Sytuację komplikuje fakt, że żona Andrzeja ma romans ze Stefanem i chce porzucić męża. O tym również wie Andrzej.
Z pozoru banalna akcja filmu powtarza się kilka razy – za każdym razem te same wydarzenia ukazane są z perspektywy innych bohaterów (kolegów Andrzeja, jego żony i jego samego).

## Obsada aktorska (pełna)
- Jerzy Kamas – Andrzej
- Ewa Wiśniewska – Ela, żona Andrzeja
- Ferdynand Matysik – Kuliński, podwładny Andrzeja
- Hanna Stankówna – Irena, żona Białka
- Marek Piwowski – Stefan, zastępca Andrzeja
- Jolanta Lothe – Wanda, przyjaciółka Andrzeja i Eli
- Maciej Rayzacher – Karol, przyjaciel Andrzeja i Eli
- Kazimierz Kaczor – Białek, podwładny Andrzeja